# Ministri dell'agricoltura della Francia
Il presente elenco raccoglie tutti i titolari del Ministero dell'Agricoltura francese.
Il nome esatto della funzione può variare a seconda della nomina. Le date indicate sono le date di assunzione o di cessazione dalle funzioni, che generalmente sono il giorno antecedente la data di pubblicazione del decreto di nomina nel Journal officiel.

## Monarchia di Luglio
| Ministro                 | Incarico                                                                     | Viceministro o Segretario di Stato | Incarico                                                  | Governo                  | Inizio                   | Fine                     |
| Luigi Filippo di Francia | Luigi Filippo di Francia                                                     | Luigi Filippo di Francia           | Luigi Filippo di Francia                                  | Luigi Filippo di Francia | Luigi Filippo di Francia | Luigi Filippo di Francia |
| ------------------------ | ---------------------------------------------------------------------------- | ---------------------------------- | --------------------------------------------------------- | ------------------------ | ------------------------ | ------------------------ |
| Nicolas Martin du Nord   | Ministro dei lavori pubblici, dell'agricoltura e del commercio               | Nessuno                            | Nessuno                                                   | Molé I Molé II           | 19 settembre 1836        | 31 marzo 1839            |
| Adrien de Gasparin       | Ministro dell'interno, dei lavori pubblici, dell'agricoltura e del commercio | Nessuno                            | Nessuno                                                   | Gasparin                 | 31 marzo 1839            | 12 maggio 1839           |
| Laurent Cunin-Gridaine   | Ministro dell'agricoltura e del commercio                                    | Nessuno                            | Nessuno                                                   | Soult II                 | 12 maggio 1839           | 1º marzo 1840            |
| Alexandre Goüin          | Ministro dell'agricoltura e del commercio                                    | Adolphe Billault                   | Sottosegretario di Stato per l'agricoltura e il commercio | Thiers II                | 1º marzo 1840            | 29 ottobre 1840          |
| Laurent Cunin-Gridaine   | Ministro dell'agricoltura e del commercio                                    | Nessuno                            | Nessuno                                                   | Soult III Guizot         | 29 ottobre 1840          | 24 febbraio 1848         |

## Seconda Repubblica francese
| Ministro                                | Incarico                                  | Viceministro o Segretario di Stato    | Incarico                              | Governo                                         | Inizio                                | Fine                                  |
| Governo provvisorio francese del 1848   | Governo provvisorio francese del 1848     | Governo provvisorio francese del 1848 | Governo provvisorio francese del 1848 | Governo provvisorio francese del 1848           | Governo provvisorio francese del 1848 | Governo provvisorio francese del 1848 |
| --------------------------------------- | ----------------------------------------- | ------------------------------------- | ------------------------------------- | ----------------------------------------------- | ------------------------------------- | ------------------------------------- |
| Eugène Bethmont                         | Ministro dell'agricoltura e del commercio | Nessuno                               | Nessuno                               | Governo provvisorio francese del 1848           | 24 febbraio 1848                      | 11 maggio 1848                        |
| Ferdinand Flocon                        | Ministro dell'agricoltura e del commercio | Nessuno                               | Nessuno                               | Commissione esecutiva della Repubblica francese | 11 maggio 1848                        | 28 giugno 1848                        |
| Louis Eugène Cavaignac                  |                                           |                                       |                                       |                                                 |                                       |                                       |
| Charles Tourret                         | Ministro dell'agricoltura e del commercio | Nessuno                               | Nessuno                               | Cavaignac                                       | 28 giugno 1848                        | 20 dicembre 1848                      |
| Presidenza di Luigi Napoleone Bonaparte |                                           |                                       |                                       |                                                 |                                       |                                       |
| Jacques Bixio                           | Ministro dell'agricoltura e del commercio | Nessuno                               | Nessuno                               | Barrot I                                        | 20 dicembre 1848                      | 29 dicembre 1848                      |
| Louis Buffet                            | Ministro dell'agricoltura e del commercio | Nessuno                               | Nessuno                               | Barrot I                                        | 29 dicembre 1848                      | 2 giugno 1849                         |
| Victor Lanjuinais                       | Ministro dell'agricoltura e del commercio | Nessuno                               | Nessuno                               | Barrot II                                       | 2 giugno 1849                         | 31 ottobre 1849                       |
| Jean-Baptiste Dumas                     | Ministro dell'agricoltura e del commercio | Nessuno                               | Nessuno                               | Hautpoul                                        | 31 ottobre 1849                       | 9 gennaio 1851                        |
| Louis Bonjean                           | Ministro dell'agricoltura e del commercio | Nessuno                               | Nessuno                               | Hautpoul                                        | 9 gennaio 1851                        | 24 gennaio 1851                       |
| Joseph-Eugène Schneider                 | Ministro dell'agricoltura e del commercio | Nessuno                               | Nessuno                               | Rouher                                          | 24 gennaio 1851                       | 10 aprile 1851                        |
| Louis Buffet                            | Ministro dell'agricoltura e del commercio | Nessuno                               | Nessuno                               | Faucher                                         | 10 aprile 1851                        | 26 ottobre 1851                       |
| François Casabianca                     | Ministro dell'agricoltura e del commercio | Nessuno                               | Nessuno                               | Bonaparte                                       | 26 ottobre 1851                       | 26 novembre 1851                      |
| Noël Lefebvre-Duruflé                   | Ministro dell'agricoltura e del commercio | Nessuno                               | Nessuno                               | Bonaparte                                       | 26 novembre 1851                      | 3 dicembre 1851                       |

## Secondo Impero francese
| Ministro                    | Incarico                                                                  | Viceministro o Segretario di Stato | Incarico                 | Governo                  | Inizio                   | Fine                     |
| Napoleone III di Francia    | Napoleone III di Francia                                                  | Napoleone III di Francia           | Napoleone III di Francia | Napoleone III di Francia | Napoleone III di Francia | Napoleone III di Francia |
| --------------------------- | ------------------------------------------------------------------------- | ---------------------------------- | ------------------------ | ------------------------ | ------------------------ | ------------------------ |
| Noël Lefebvre-Duruflé       | Ministro dell'agricoltura e del commercio                                 | Nessuno                            | Nessuno                  | Bonaparte I              | 3 dicembre 1851          | 25 gennaio 1852          |
| Jean de Fialin de Persigny  | Ministro dell'interno, dell'agricoltura, del commercio e delle belle arti | Nessuno                            | Nessuno                  | Bonaparte II             | 25 gennaio 1852          | 2 dicembre 1852          |
| Jean de Fialin de Persigny  | Ministro dell'interno, dell'agricoltura, del commercio e delle belle arti | Nessuno                            | Nessuno                  | Bonaparte III            | 2 dicembre 1852          | 14 febbraio 1853         |
| Jean de Fialin de Persigny  | Ministro dell'Interno, dell'agricoltura e del commercio                   | Nessuno                            | Nessuno                  | Bonaparte III            | 14 febbraio 1853         | 23 giugno 1853           |
| Pierre Magne                | Ministro dell'agricoltura, del commercio e dei lavori pubblici            | Nessuno                            | Nessuno                  | Bonaparte III            | 23 giugno 1853           | 3 febbraio 1855          |
| Eugène Rouher               | Ministro dell'agricoltura, del commercio e dei lavori pubblici            | Nessuno                            | Nessuno                  | Bonaparte III            | 3 febbraio 1855          | 23 giugno 1863           |
| Louis Béhic                 | Ministro dell'agricoltura, del commercio e dei lavori pubblici            | Nessuno                            | Nessuno                  | Bonaparte III            | 23 giugno 1863           | 20 gennaio 1867          |
| Jean de Forcade la Roquette | Ministro dell'agricoltura, del commercio e dei lavori pubblici            | Nessuno                            | Nessuno                  | Bonaparte III            | 20 gennaio 1867          | 17 dicembre 1868         |
| Edmond Gressier             | Ministro dell'agricoltura, del commercio e dei lavori pubblici            | Nessuno                            | Nessuno                  | Bonaparte III            | 17 dicembre 1868         | 17 luglio 1869           |
| Alfred Le Roux              | Ministro dell'agricoltura e del commercio                                 | Nessuno                            | Nessuno                  | Bonaparte IV             | 17 luglio 1869           | 27 dicembre 1869         |
| Charles Louvet de Couvray   | Ministro dell'agricoltura e del commercio                                 | Nessuno                            | Nessuno                  | Ollivier                 | 2 gennaio 1870           | 10 agosto 1870           |
| Clément Duvernois           | Ministro dell'agricoltura e del commercio                                 | Nessuno                            | Nessuno                  | Cousin-Montauban         | 10 agosto 1870           | 4 settembre 1870         |

## Terza Repubblica francese
| Ministro                                 | Incarico                                                                                       | Viceministro o Segretario di Stato | Incarico                                                  | Governo                                                    | Inizio                       | Fine                         |
| Governo provvisorio del 1870             | Governo provvisorio del 1870                                                                   | Governo provvisorio del 1870       | Governo provvisorio del 1870                              | Governo provvisorio del 1870                               | Governo provvisorio del 1870 | Governo provvisorio del 1870 |
| ---------------------------------------- | ---------------------------------------------------------------------------------------------- | ---------------------------------- | --------------------------------------------------------- | ---------------------------------------------------------- | ---------------------------- | ---------------------------- |
| Pierre Magnin                            | Ministro dell'agricoltura e del commercio                                                      | Nessuno                            | Nessuno                                                   | Trochu                                                     | 4 settembre 1870             | 19 febbraio 1871             |
| Presidenza di Adolphe Thiers             |                                                                                                |                                    |                                                           |                                                            |                              |                              |
| Félix Lambrecht                          | Ministro dell'agricoltura e del commercio                                                      | Nessuno                            | Nessuno                                                   | Dufaure I                                                  | 19 febbraio 1871             | 5 giugno 1871                |
| Victor Lefranc                           | Ministro dell'agricoltura e del commercio                                                      | Nessuno                            | Nessuno                                                   | Dufaure I                                                  | 5 giugno 1871                | 6 febbraio 1872              |
| Eugène de Goulard                        | Ministro dell'agricoltura e del commercio                                                      | Nessuno                            | Nessuno                                                   | Dufaure I                                                  | 6 febbraio 1872              | 23 aprile 1872               |
| Pierre Teisserenc de Bort                | Ministro dell'agricoltura e del commercio                                                      | Nessuno                            | Nessuno                                                   | Dufaure I                                                  | 23 aprile 1872               | 18 maggio 1873               |
| Pierre Teisserenc de Bort                | Ministro dell'agricoltura e del commercio                                                      | Nessuno                            | Nessuno                                                   | Dufaure II                                                 | 18 maggio 1873               | 25 maggio 1873               |
| Presidenza di Patrice de Mac-Mahon       |                                                                                                |                                    |                                                           |                                                            |                              |                              |
| Joseph de Roullet de La Bouillerie       | Ministro dell'agricoltura e del commercio                                                      | Nessuno                            | Nessuno                                                   | De Broglie I                                               | 25 maggio 1873               | 26 novembre 1873             |
| Alfred Deseilligny                       | Ministro dell'agricoltura e del commercio                                                      | Nessuno                            | Nessuno                                                   | De Broglie II                                              | 26 novembre 1873             | 22 maggio 1874               |
| Louis Grivart                            | Ministro dell'agricoltura e del commercio                                                      | Nessuno                            | Nessuno                                                   | Courtot de Cissey                                          | 22 maggio 1874               | 10 marzo 1875                |
| Camille de Meaux                         | Ministro dell'agricoltura e del commercio                                                      | Nessuno                            | Nessuno                                                   | Buffet Dufaure III                                         | 10 marzo 1875                | 9 marzo 1876                 |
| Pierre Teisserenc de Bort                | Ministro dell'agricoltura e del commercio                                                      | Nessuno                            | Nessuno                                                   | Dufaure IV Simon                                           | 9 marzo 1876                 | 17 maggio 1877               |
| Camille de Meaux                         | Ministro dell'agricoltura e del commercio                                                      | Nessuno                            | Nessuno                                                   | De Broglie III                                             | 17 maggio 1877               | 23 novembre 1877             |
| Jules Ozenne                             | Ministro dell'agricoltura e del commercio                                                      | Nessuno                            | Nessuno                                                   | De Rochebouët                                              | 23 novembre 1877             | 13 dicembre 1877             |
| Pierre Teisserenc de Bort                | Ministro dell'agricoltura e del commercio                                                      | Cyprien Girerd                     | Sottosegretario di Stato per l'agricoltura e il commercio | Dufaure V                                                  | 13 dicembre 1877             | 4 febbraio 1879              |
| Presidenza di Jules Grévy                |                                                                                                |                                    |                                                           |                                                            |                              |                              |
| Charles Lepère                           | Ministro dell'agricoltura e del commercio                                                      | Cyprien Girerd                     | Sottosegretario di Stato per l'agricoltura e il commercio | Waddington                                                 | 4 febbraio 1879              | 4 marzo 1879                 |
| Pierre Tirard                            | Ministro dell'agricoltura e del commercio                                                      | Cyprien Girerd                     | Sottosegretario di Stato per l'agricoltura e il commercio | Waddington                                                 | 5 marzo 1879                 | 28 dicembre 1879             |
| Pierre Tirard                            | Ministro dell'agricoltura e del commercio                                                      | Cyprien Girerd                     | Sottosegretario di Stato per l'agricoltura e il commercio | Freycinet I Ferry I                                        | 28 dicembre 1879             | 14 novembre 1881             |
| Paul Devès                               | Ministro dell'agricoltura                                                                      | Edmond Caze                        | Sottosegretario di Stato per l'agricoltura                | Gambetta                                                   | 14 novembre 1881             | 30 gennaio 1882              |
| François de Mahy                         | Ministro dell'agricoltura                                                                      | Nessuno                            | Nessuno                                                   | Freycinet II Duclerc Fallières                             | 30 gennaio 1882              | 21 febbraio 1883             |
| Jules Méline                             | Ministro dell'agricoltura                                                                      | Nessuno                            | Nessuno                                                   | Ferry II                                                   | 21 febbraio 1883             | 6 aprile 1885                |
| Hervé Mangon                             | Ministro dell'agricoltura                                                                      | Nessuno                            | Nessuno                                                   | Brisson I                                                  | 6 aprile 1885                | 9 novembre 1885              |
| Hippolyte Gomot                          | Ministro dell'agricoltura                                                                      | Nessuno                            | Nessuno                                                   | Brisson I                                                  | 9 novembre 1885              | 7 gennaio 1886               |
| Jules Develle                            | Ministro dell'agricoltura                                                                      | Nessuno                            | Nessuno                                                   | Freycinet III Goblet                                       | 7 gennaio 1886               | 30 maggio 1887               |
| François Barbe                           | Ministro dell'agricoltura                                                                      | Nessuno                            | Nessuno                                                   | Rouvier I                                                  | 30 maggio 1887               | 12 dicembre 1887             |
| Presidenza di Marie François Sadi Carnot |                                                                                                |                                    |                                                           |                                                            |                              |                              |
| Jules Viette                             | Ministro dell'agricoltura                                                                      | Nessuno                            | Nessuno                                                   | Tirard I Floquet                                           | 12 dicembre 1887             | 22 febbraio 1889             |
| Léopold Faye                             | Ministro dell'agricoltura                                                                      | Nessuno                            | Nessuno                                                   | Tirard II                                                  | 22 febbraio 1889             | 17 marzo 1890                |
| Jules Develle                            | Ministro dell'agricoltura                                                                      | Nessuno                            | Nessuno                                                   | Freycinet IV Loubet Ribot I                                | 17 marzo 1890                | 11 gennaio 1893              |
| Albert Viger                             | Ministro dell'agricoltura                                                                      | Nessuno                            | Nessuno                                                   | Ribot II Dupuy I Dupuy II Casimir-Perier                   | 11 gennaio 1893              | 1º luglio 1894               |
| Presidenza di Jean Casimir-Perier        |                                                                                                |                                    |                                                           |                                                            |                              |                              |
| Albert Viger                             | Ministro dell'agricoltura                                                                      | Nessuno                            | Nessuno                                                   | Dupuy III                                                  | 1º luglio 1894               | 26 gennaio 1895              |
| Presidenza di Félix Faure                |                                                                                                |                                    |                                                           |                                                            |                              |                              |
| Antoine Gadaud                           | Ministro dell'agricoltura                                                                      | Nessuno                            | Nessuno                                                   | Ribot III                                                  | 26 gennaio 1895              | 1º novembre 1895             |
| Albert Viger                             | Ministro dell'agricoltura                                                                      | Nessuno                            | Nessuno                                                   | Bourgeois                                                  | 1º novembre 1895             | 29 aprile 1896               |
| Jules Méline                             | Presidente del Consiglio e Ministro dell'agricoltura                                           | Nessuno                            | Nessuno                                                   | Méline                                                     | 29 aprile 1896               | 28 giugno 1898               |
| Albert Viger                             | Ministro dell'agricoltura                                                                      | Nessuno                            | Nessuno                                                   | Brisson II Dupuy IV                                        | 28 giugno 1898               | 18 febbraio 1899             |
| Presidenza di Émile Loubet               |                                                                                                |                                    |                                                           |                                                            |                              |                              |
| Albert Viger                             | Ministro dell'agricoltura                                                                      | Nessuno                            | Nessuno                                                   | Dupuy V                                                    | 18 febbraio 1899             | 22 giugno 1899               |
| Jean Dupuy                               | Ministro dell'agricoltura                                                                      | Nessuno                            | Nessuno                                                   | Waldeck-Rousseau                                           | 22 giugno 1899               | 7 giugno 1902                |
| Léon Mougeot                             | Ministro dell'agricoltura                                                                      | Nessuno                            | Nessuno                                                   | Combes                                                     | 7 giugno 1902                | 24 gennaio 1905              |
| Joseph Ruau                              | Ministro dell'agricoltura                                                                      | Nessuno                            | Nessuno                                                   | Rouvier II                                                 | 24 gennaio 1905              | 18 febbraio 1906             |
| Presidenza di Armand Fallières           |                                                                                                |                                    |                                                           |                                                            |                              |                              |
| Joseph Ruau                              | Ministro dell'Agricoltura                                                                      | Nessuno                            | Nessuno                                                   | Rouvier III Sarrien Clemenceau I Briand I                  | 18 febbraio 1906             | 3 novembre 1910              |
| Étienne Raynaud                          | Ministro dell'Agricoltura                                                                      | Nessuno                            | Nessuno                                                   | Briand II                                                  | 3 novembre 1910              | 2 marzo 1911                 |
| Jules Pams                               | Ministro dell'Agricoltura                                                                      | Nessuno                            | Nessuno                                                   | Monis Caillaux Poincaré I                                  | 2 marzo 1911                 | 17 gennaio 1913              |
| Fernand David                            | Ministro dell'Agricoltura                                                                      | Nessuno                            | Nessuno                                                   | Briand III                                                 | 21 gennaio 1913              | 18 febbraio 1913             |
| Presidenza di Raymond Poincaré           |                                                                                                |                                    |                                                           |                                                            |                              |                              |
| Fernand David                            | Ministro dell'agricoltura                                                                      | Nessuno                            | Nessuno                                                   | Briand IV                                                  | 18 febbraio 1913             | 22 marzo 1913                |
| Étienne Clémentel                        | Ministro dell'agricoltura                                                                      | Nessuno                            | Nessuno                                                   | Barthou                                                    | 22 marzo 1913                | 9 dicembre 1913              |
| Étienne Raynaud                          | Ministro dell'agricoltura                                                                      | Nessuno                            | Nessuno                                                   | Doumergue I                                                | 9 dicembre 1913              | 9 giugno 1914                |
| Adrien Dariac                            | Ministro dell'agricoltura                                                                      | Nessuno                            | Nessuno                                                   | Ribot IV                                                   | 9 giugno 1914                | 12 giugno 1914               |
| Fernand David                            | Ministro dell'agricoltura                                                                      | Nessuno                            | Nessuno                                                   | Viviani I Viviani II                                       | 13 giugno 1914               | 29 ottobre 1915              |
| Jules Méline                             | Ministro dell'agricoltura                                                                      | Nessuno                            | Nessuno                                                   | Briand V                                                   | 29 ottobre 1915              | 12 dicembre 1916             |
| Étienne Clémentel                        | Ministro del commercio, dell'industria, dell'agricoltura, del lavoro e delle poste e telegrafi | Nessuno                            | Nessuno                                                   | Briand VI                                                  | 12 dicembre 1916             | 20 marzo 1917                |
| Fernand David                            | Ministro dell'agricoltura                                                                      | Nessuno                            | Nessuno                                                   | Ribot V Painlevé I                                         | 20 marzo 1917                | 16 novembre 1917             |
| Victor Boret                             | Ministro dell'agricoltura e del rifornimento                                                   | Nessuno                            | Nessuno                                                   | Clemenceau II                                              | 16 novembre 1917             | 20 luglio 1919               |
| Joseph Noulens                           | Ministro dell'agricoltura e del rifornimento                                                   | Nessuno                            | Nessuno                                                   | Clemenceau II                                              | 20 luglio 1919               | 20 gennaio 1920              |
| Joseph-Honoré Ricard                     | Ministro dell'agricoltura                                                                      | Henri Queuille                     | Sottosegretario di Stato per l'agricoltura                | Millerand I                                                | 20 gennaio 1920              | 18 febbraio 1920             |
| Presidenza di Paul Deschanel             |                                                                                                |                                    |                                                           |                                                            |                              |                              |
| Joseph-Honoré Ricard                     | Ministro dell'agricoltura                                                                      | Henri Queuille                     | Sottosegretario di Stato per l'agricoltura                | Millerand II                                               | 18 febbraio 1920             | 24 settembre 1920            |
| Presidenza di Alexandre Millerand        |                                                                                                |                                    |                                                           |                                                            |                              |                              |
| Joseph-Honoré Ricard                     | Ministro dell'agricoltura                                                                      | Henri Queuille                     | Sottosegretario di Stato per l'agricoltura                | Leygues                                                    | 24 settembre 1920            | 16 gennaio 1921              |
| Edmond Lefebvre du Prey                  | Ministro dell'agricoltura                                                                      | Auguste Puis                       | Sottosegretario di Stato per l'agricoltura                | Briand VII                                                 | 16 gennaio 1921              | 15 gennaio 1922              |
| Henry Chéron                             | Ministro dell'agricoltura                                                                      | Nessuno                            | Nessuno                                                   | Poincaré II                                                | 15 gennaio 1922              | 29 marzo 1924                |
| Joseph Capus                             | Ministro dell'agricoltura                                                                      | Nessuno                            | Nessuno                                                   | Poincaré III François-Marsal                               | 29 marzo 1924                | 14 giugno 1924               |
| Presidenza di Gaston Doumergue           |                                                                                                |                                    |                                                           |                                                            |                              |                              |
| Henri Queuille                           | Ministro dell'agricoltura                                                                      | Nessuno                            | Nessuno                                                   | Herriot I                                                  | 14 giugno 1924               | 17 aprile 1925               |
| Jean Durand                              | Ministro dell'agricoltura                                                                      | Nessuno                            | Nessuno                                                   | Painlevé II Painlevé III Briand VIII                       | 17 aprile 1925               | 9 marzo 1926                 |
| Jean Durand                              | Ministro dell'agricoltura                                                                      | Nessuno                            | Nessuno                                                   | Briand IX                                                  | 9 aprile 1926                | 10 aprile 1926               |
| François Binet                           | Ministro dell'agricoltura                                                                      | Nessuno                            | Nessuno                                                   | Briand IX                                                  | 10 aprile 1926               | 23 giugno 1926               |
| François Binet                           | Ministro dell'agricoltura                                                                      | Nessuno                            | Nessuno                                                   | Briand X                                                   | 23 giugno 1926               | 19 luglio 1926               |
| Henri Queuille                           | Ministro dell'agricoltura                                                                      | Nessuno                            | Nessuno                                                   | Herriot II Poincaré IV                                     | 19 luglio 1926               | 11 novembre 1928             |
| Jean Hennessy                            | Ministro dell'agricoltura                                                                      | Nessuno                            | Nessuno                                                   | Poincaré V Briand XI                                       | 11 novembre 1928             | 3 novembre 1929              |
| Jean Hennessy                            | Ministro dell'agricoltura                                                                      | Robert Sérot                       | Sottosegretario di Stato per l'agricoltura                | Tardieu I                                                  | 3 novembre 1929              | 21 febbraio 1930             |
| Henri Queuille                           | Ministro dell'agricoltura                                                                      | Louis de Chappedelaine             | Sottosegretario di Stato per l'agricoltura                | Chautemps I                                                | 21 febbraio 1930             | 2 marzo 1930                 |
| Fernand David                            | Ministro dell'agricoltura                                                                      | Robert Sérot                       | Sottosegretario di Stato per l'agricoltura                | Tardieu II                                                 | 2 marzo 1930                 | 13 dicembre 1930             |
| Victor Boret                             | Ministro dell'agricoltura                                                                      | Camille Cautru                     | Sottosegretario di Stato per l'agricoltura                | Steeg                                                      | 13 dicembre 1930             | 23 dicembre 1930             |
| Victor Boret                             | Ministro dell'agricoltura                                                                      | Étienne Charlot                    | Sottosegretario di Stato per l'agricoltura                | Steeg                                                      | 23 dicembre 1930             | 27 gennaio 1931              |
| André Tardieu                            | Ministro dell'agricoltura                                                                      | Armand Achille-Fould               | Sottosegretario di Stato per l'agricoltura                | Laval I                                                    | 27 gennaio 1931              | 13 giugno 1931               |
| Presidenza di Paul Doumer                |                                                                                                |                                    |                                                           |                                                            |                              |                              |
| André Tardieu                            | Ministro dell'agricoltura                                                                      | Armand Achille-Fould               | Sottosegretario di Stato per l'agricoltura                | Laval II                                                   | 13 giugno 1931               | 14 gennaio 1932              |
| Armand Achille-Fould                     | Ministro dell'agricoltura                                                                      | Nessuno                            | Nessuno                                                   | Laval III                                                  | 14 gennaio 1932              | 20 febbraio 1932             |
| Claude Chauveau                          | Ministro dell'agricoltura                                                                      | Nessuno                            | Nessuno                                                   | Tardieu III                                                | 20 febbraio 1932             | 3 giugno 1932                |
| Presidenza di Albert Lebrun              |                                                                                                |                                    |                                                           |                                                            |                              |                              |
| Abel Gardey                              | Ministro dell'agricoltura                                                                      | Nessuno                            | Nessuno                                                   | Herriot III                                                | 3 giugno 1932                | 18 dicembre 1932             |
| Henri Queuille                           | Ministro dell'agricoltura                                                                      | Jean-Alexis Jaubert                | Sottosegretario di Stato per l'agricoltura                | Paul-Boncour                                               | 18 dicembre 1932             | 31 gennaio 1933              |
| Henri Queuille                           | Ministro dell'agricoltura                                                                      | Nessuno                            | Nessuno                                                   | Daladier I Daladier II Sarraut I Chautemps II Doumergue II | 31 gennaio 1933              | 8 novembre 1934              |
| Auguste Cassez                           | Ministro dell'agricoltura                                                                      | Nessuno                            | Nessuno                                                   | Flandin I                                                  | 8 novembre 1934              | 1º giugno 1935               |
| Paul Jacquier                            | Ministro dell'agricoltura                                                                      | Nessuno                            | Nessuno                                                   | Bouisson                                                   | 1er giugno 1935              | 7 giugno 1935                |
| Pierre Cathala                           | Ministro dell'agricoltura                                                                      | Nessuno                            | Nessuno                                                   | Laval IV                                                   | 7 giugno 1935                | 24 gennaio 1936              |
| Paul Thellier                            | Ministro dell'agricoltura                                                                      | Nessuno                            | Nessuno                                                   | Sarraut II                                                 | 24 gennaio 1936              | 4 giugno 1936                |
| Georges Monnet                           | Ministro dell'agricoltura                                                                      | André Liautey                      | Sottosegretario di Stato per l'agricoltura                | Blum I Chautemps III                                       | 4 giugno 1936                | 18 gennaio 1938              |
| Fernand Chapsal                          | Ministro dell'agricoltura                                                                      | André Liautey                      | Sottosegretario di Stato per l'agricoltura                | Chautemps IV                                               | 18 gennaio 1938              | 13 marzo 1938                |
| Georges Monnet                           | Ministro dell'agricoltura                                                                      | André Liautey                      | Sottosegretario di Stato per l'agricoltura                | Blum II                                                    | 13 marzo 1938                | 10 aprile 1938               |
| Henri Queuille                           | Ministro dell'agricoltura                                                                      | Nessuno                            | Nessuno                                                   | Daladier III                                               | 10 aprile 1938               | 21 marzo 1940                |
| Paul Thellier                            | Ministro dell'agricoltura                                                                      | Nessuno                            | Nessuno                                                   | Reynaud                                                    | 21 marzo 1940                | 16 giugno 1940               |
| Albert Chichery                          | Ministro dell'agricoltura e del rifornimento                                                   | Nessuno                            | Nessuno                                                   | Pétain                                                     | 16 giugno 1940               | 12 luglio 1940               |

## Governo di Vichy
| Ministro               | Incarico                                                | Viceministro o Segretario di Stato | Incarico        | Governo         | Inizio            | Fine              |
| Philippe Pétain        | Philippe Pétain                                         | Philippe Pétain                    | Philippe Pétain | Philippe Pétain | Philippe Pétain   | Philippe Pétain   |
| ---------------------- | ------------------------------------------------------- | ---------------------------------- | --------------- | --------------- | ----------------- | ----------------- |
| Pierre Caziot          | Ministro dell'agricoltura e del rifornimento            | Nessuno                            | Nessuno         | Laval V         | 16 luglio 1940    | 13 dicembre 1940  |
| Pierre Caziot          | Ministro dell'agricoltura                               | Nessuno                            | Nessuno         | Flandin II      | 14 dicembre 1940  | 9 febbraio 1941   |
| Pierre Caziot          | Ministro segretario di Stato per l'agricoltura          | Nessuno                            | Nessuno         | Darlan          | 10 febbraio 1941  | 18 aprile 1942    |
| Jacques Le Roy Ladurie | Ministro dell'agricoltura                               | Nessuno                            | Nessuno         | Laval VI        | 18 aprile 1942    | 11 settembre 1942 |
| Max Bonnafous          | Ministro dell'agricoltura e del rifornimento            | Nessuno                            | Nessuno         | Laval VI        | 11 settembre 1942 | 6 gennaio 1944    |
| Pierre Cathala         | Segretario di Stato per l'agricoltura e il rifornimento | Nessuno                            | Nessuno         | Laval VI        | 6 gennaio 1944    | 3 marzo 1944      |
| Pierre Cathala         | Segretario di Stato per l'agricoltura                   | Nessuno                            | Nessuno         | Laval VI        | 3 marzo 1944      | 20 agosto 1944    |

## Comitato francese di Liberazione nazionale
| Ministro                | Incarico                  | Altro dirigente   | Incarico                              | Governo           | Inizio            | Fine              |
| Charles de Gaulle       | Charles de Gaulle         | Charles de Gaulle | Charles de Gaulle                     | Charles de Gaulle | Charles de Gaulle | Charles de Gaulle |
| ----------------------- | ------------------------- | ----------------- | ------------------------------------- | ----------------- | ----------------- | ----------------- |
| Nessuno                 | Nessuno                   | Jean Lefèvre      | Segretario generale per l'agricoltura | CFLN              | 26 agosto 1944    | 10 settembre 1944 |
| François Tanguy-Prigent | Ministro dell'agricoltura | Jean Lefèvre      | Segretario generale per l'agricoltura | CFLN              | 4 settembre 1944  | 10 settembre 1944 |

## Governo provvisorio della Repubblica francese
| Ministro                                      | Incarico                                      | Viceministro o Segretario di Stato            | Incarico                                      | Governo                                       | Inizio                                        | Fine                                          |
| Governo provvisorio della Repubblica francese | Governo provvisorio della Repubblica francese | Governo provvisorio della Repubblica francese | Governo provvisorio della Repubblica francese | Governo provvisorio della Repubblica francese | Governo provvisorio della Repubblica francese | Governo provvisorio della Repubblica francese |
| --------------------------------------------- | --------------------------------------------- | --------------------------------------------- | --------------------------------------------- | --------------------------------------------- | --------------------------------------------- | --------------------------------------------- |
| François Tanguy-Prigent                       | Ministro dell'agricoltura                     | Nessuno                                       | Nessuno                                       | De Gaulle I                                   | 10 settembre 1944                             | 21 novembre 1945                              |
| François Tanguy-Prigent                       | Ministro dell'agricoltura e del rifornimento  | Nessuno                                       | Nessuno                                       | De Gaulle II                                  | 21 novembre 1945                              | 26 gennaio 1946                               |
| François Tanguy-Prigent                       | Ministro dell'agricoltura                     | Nessuno                                       | Nessuno                                       | Gouin Bidault I                               | 26 gennaio 1946                               | 16 dicembre 1946                              |
| Robert Prigent                                | Ministro dell'agricoltura                     | Nessuno                                       | Nessuno                                       | Blum III                                      | 16 dicembre 1946                              | 16 gennaio 1947                               |

## Quarta Repubblica francese
| Ministro                     | Incarico                              | Viceministro o Segretario di Stato | Incarico                                   | Governo                           | Inizio                       | Fine                         |
| Presidenza di Vincent Auriol | Presidenza di Vincent Auriol          | Presidenza di Vincent Auriol       | Presidenza di Vincent Auriol               | Presidenza di Vincent Auriol      | Presidenza di Vincent Auriol | Presidenza di Vincent Auriol |
| ---------------------------- | ------------------------------------- | ---------------------------------- | ------------------------------------------ | --------------------------------- | ---------------------------- | ---------------------------- |
| François Tanguy-Prigent      | Ministro dell'agricoltura             | Nessuno                            | Nessuno                                    | Ramadier I                        | 22 gennaio 1947              | 22 ottobre 1947              |
| Marcel Roclore               | Ministro dell'agricoltura             | Nessuno                            | Nessuno                                    | Ramadier II                       | 22 ottobre 1947              | 19 novembre 1947             |
| Pierre Pflimlin              | Ministro dell'agricoltura             | Yvon Coudé du Foresto              | Sottosegretario di Stato per l'agricoltura | Schuman I                         | 24 novembre 1947             | 19 luglio 1948               |
| Pierre Pflimlin              | Ministro dell'agricoltura             | Nessuno                            | Nessuno                                    | Marie Schuman II Queuille I       | 26 luglio 1948               | 5 ottobre 1949               |
| Pierre Pflimlin              | Ministro dell'agricoltura             | Paul Ihuel                         | Sottosegretario di Stato per l'agricoltura | Bidault II                        | 28 ottobre 1949              | 2 dicembre 1949              |
| Gabriel Valay                | Ministro dell'agricoltura             | Paul Ihuel                         | Sottosegretario di Stato per l'agricoltura | Bidault II                        | 2 dicembre 1949              | 7 febbraio 1950              |
| Gabriel Valay                | Ministro dell'agricoltura             | Paul Ihuel                         | Sottosegretario di Stato per l'agricoltura | Bidault III                       | 7 febbraio 1950              | 17 febbraio 1950             |
| Gabriel Valay                | Ministro dell'agricoltura             | Paul Ihuel                         | Segretario di Stato per l'agricoltura      | Bidault III                       | 17 febbraio 1950             | 24 giugno 1950               |
| Pierre Pflimlin              | Ministro dell'agricoltura             | Paul Antier                        | Segretario di Stato per l'agricoltura      | Queuille II Queuille III Pleven I | 12 luglio 1950               | 10 luglio 1951               |
| Paul Antier                  | Ministro dell'agricoltura             | Camille Laurens                    | Segretario di Stato per l'agricoltura      | Pleven II                         | 11 agosto 1951               | 21 novembre 1951             |
| Camille Laurens              | Ministro dell'agricoltura             | Nessuno                            | Nessuno                                    | Pleven II                         | 21 novembre 1951             | 17 gennaio 1952              |
| Camille Laurens              | Ministro dell'agricoltura             | Jean Sourbet                       | Segretario di Stato per l'agricoltura      | Faure I                           | 20 gennaio 1952              | 29 febbraio 1952             |
| Camille Laurens              | Ministro dell'agricoltura             | Nessuno                            | Nessuno                                    | Pinay                             | 8 marzo 1952                 | 22 dicembre 1952             |
| Camille Laurens              | Ministro dell'agricoltura             | Guy Petit                          | Segretario di Stato per l'agricoltura      | Mayer                             | 8 gennaio 1953               | 11 febbraio 1953             |
| Camille Laurens              | Ministro dell'agricoltura             | Nessuno                            | Nessuno                                    | Mayer                             | 11 febbraio 1953             | 21 maggio 1953               |
| Roger Houdet                 | Ministro dell'agricoltura             | Philippe Olmi                      | Segretario di Stato per l'agricoltura      | Laniel I                          | 28 giugno 1953               | 16 gennaio 1954              |
| Presidenza di René Coty      |                                       |                                    |                                            |                                   |                              |                              |
| Roger Houdet                 | Ministro dell'agricoltura             | Philippe Olmi                      | Segretario di Stato per l'agricoltura      | Laniel II                         | 16 gennaio 1954              | 12 giugno 1954               |
| Roger Houdet                 | Ministro dell'agricoltura             | Jean Raffarin                      | Segretario di Stato per l'agricoltura      | Mendès France                     | 19 giugno 1954               | 23 febbraio 1955             |
| Jean Sourbet                 | Ministro dell'agricoltura             | Nessuno                            | Nessuno                                    | Faure II                          | 23 febbraio 1955             | 24 gennaio 1956              |
| André Dulin                  | Segretario di Stato per l'agricoltura | Kléber Loustau                     | Sottosegretario di Stato per l'agricoltura | Mollet                            | 1º febbraio 1956             | 21 maggio 1957               |
| Pierre de Félice             | Segretario di Stato per l'agricoltura | Nessuno                            | Nessuno                                    | Bourgès-Maunoury                  | 17 giugno 1957               | 30 settembre 1957            |
| Roland Boscary-Monsservin    | Ministro dell'agricoltura             | Henri Dorey                        | Segretario di Stato per l'agricoltura      | Gaillard                          | 6 novembre 1957              | 15 aprile 1958               |
| Roland Boscary-Monsservin    | Ministro dell'agricoltura             | Nessuno                            | Nessuno                                    | Pflimlin                          | 14 maggio 1958               | 28 maggio 1958               |
| Antoine Pinay (ad interim)   | Ministro dell'agricoltura             | Nessuno                            | Nessuno                                    | De Gaulle III                     | 3 giugno 1958                | 9 giugno 1958                |
| Roger Houdet                 | Ministro dell'agricoltura             | Nessuno                            | Nessuno                                    | De Gaulle III                     | 9 giugno 1958                | 8 gennaio 1959               |

## Quinta Repubblica francese
| Ministro                               | Incarico | Viceministro o Segretario di Stato | Incarico                                                                             | Governo                         | Inizio                          | Fine                            |
| Presidenza di Charles de Gaulle        | Presidenza di Charles de Gaulle                                                                                | Presidenza di Charles de Gaulle    | Presidenza di Charles de Gaulle                                                      | Presidenza di Charles de Gaulle | Presidenza di Charles de Gaulle | Presidenza di Charles de Gaulle |
| -------------------------------------- | --- | ---------------------------------- | ------------------------------------------------------------------------------------ | ------------------------------- | ------------------------------- | ------------------------------- |
| Roger Houdet                           | Ministro dell'agricoltura                                                                                      | Nessuno                            | Nessuno                                                                              | Debré                           | 8 gennaio 1959                  | 27 maggio 1959                  |
| Henri Rochereau                        | Ministro dell'agricoltura                                                                                      | Nessuno                            | Nessuno                                                                              | Debré                           | 28 maggio 1959                  | 24 agosto 1961                  |
| Edgard Pisani                          | Ministro dell'agricoltura                                                                                      | Nessuno                            | Nessuno                                                                              | Debré                           | 24 agosto 1961                  | 14 aprile 1962                  |
| Edgard Pisani                          | Ministro dell'agricoltura                                                                                      | Nessuno                            | Nessuno                                                                              | Pompidou I                      | 15 aprile 1962                  | 28 novembre 1962                |
| Edgard Pisani                          | Ministro dell'agricoltura                                                                                      | Nessuno                            | Nessuno                                                                              | Pompidou II                     | 6 dicembre 1962                 | 8 gennaio 1966                  |
| Edgar Faure                            | Ministro dell'agricoltura                                                                                      | Nessuno                            | Nessuno                                                                              | Pompidou III                    | 8 gennaio 1966                  | 1º aprile 1967                  |
| Edgar Faure                            | Ministro dell'agricoltura                                                                                      | Nessuno                            | Nessuno                                                                              | Pompidou IV                     | 7 aprile 1967                   | 10 luglio 1968                  |
| Robert Boulin                          | Ministro dell'agricoltura                                                                                      | Nessuno                            | Nessuno                                                                              | Couve de Murville               | 12 luglio 1968                  | 20 giugno 1969                  |
| Presidenza di Georges Pompidou         | |                                    |                                                                                      |                                 |                                 |                                 |
| Jacques Duhamel                        | Ministro dell'agricoltura                                                                                      | Bernard Pons                       | Segretario di Stato                                                                  | Chaban-Delmas                   | 22 giugno 1969                  | 7 gennaio 1971                  |
| Michel Cointat                         | Ministro dell'agricoltura                                                                                      | Bernard Pons                       | Segretario di Stato                                                                  | Chaban-Delmas                   | 7 gennaio 1971                  | 5 luglio 1972                   |
| Jacques Chirac                         | Ministro dell'agricoltura e dello sviluppo rurale                                                              | Bernard Pons                       | Segretario di Stato                                                                  | Messmer I                       | 6 luglio 1972                   | 28 marzo 1973                   |
| Jacques Chirac                         | Ministro dell'agricoltura e dello sviluppo rurale                                                              | Nessuno                            | Nessuno                                                                              | Messmer II                      | 5 aprile 1973                   | 27 febbraio 1974                |
| Raymond Marcellin                      | Ministro dell'agricoltura e dello sviluppo rurale                                                              | Jean-François Deniau               | Segretario di Stato                                                                  | Messmer III                     | 1º marzo 1974                   | 27 maggio 1974                  |
| Presidenza di Valéry Giscard d'Estaing | |                                    |                                                                                      |                                 |                                 |                                 |
| Christian Bonnet                       | Ministro dell'agricoltura                                                                                      | Nessuno                            | Nessuno                                                                              | Chirac I                        | 28 maggio 1974                  | 31 gennaio 1975                 |
| Christian Bonnet                       | Ministro dell'agricoltura                                                                                      | Jean-François Deniau               | Segretario di Stato presso il Ministro dell'agricoltura                              | Chirac I                        | 31 gennaio 1975                 | 12 gennaio 1976                 |
| Christian Bonnet                       | Ministro dell'agricoltura                                                                                      | Pierre Méhaignerie                 | Segretario di Stato presso il Ministro dell'agricoltura                              | Chirac I                        | 12 gennaio 1976                 | 25 agosto 1976                  |
| Christian Bonnet                       | Ministro dell'agricoltura                                                                                      | Pierre Méhaignerie                 | Segretario di Stato per le industrie alimentari                                      | Chirac I                        | 12 gennaio 1976                 | 25 agosto 1976                  |
| Christian Bonnet                       | Ministro dell'agricoltura                                                                                      | Pierre Méhaignerie                 | Segretario di Stato presso il Ministro dell'agricoltura                              | Barre I                         | 27 agosto 1976                  | 29 marzo 1977                   |
| Pierre Méhaignerie                     | Ministro dell'agricoltura                                                                                      | Jacques Blanc                      | Segretario di Stato presso il Ministro dell'agricoltura                              | Barre II                        | 30 marzo 1977                   | 31 marzo 1978                   |
| Pierre Méhaignerie                     | Ministro dell'agricoltura                                                                                      | Jacques Fouchier                   | Segretario di Stato presso il Ministro dell'agricoltura                              | Barre III                       | 5 aprile 1978                   | 13 maggio 1981                  |
| Presidenza di François Mitterrand      | |                                    |                                                                                      |                                 |                                 |                                 |
| Édith Cresson                          | Ministro dell'agricoltura                                                                                      | André Cellard                      | Segretario di Stato presso il Ministro dell'agricoltura                              | Mauroy I Mauroy II              | 22 maggio 1981                  | 22 marzo 1983                   |
| Michel Rocard                          | Ministro dell'agricoltura                                                                                      | René Souchon                       | Segretario di Stato per l'agricoltura e le foreste                                   | Mauroy III                      | 22 marzo 1983                   | 17 luglio 1984                  |
| Michel Rocard                          | Ministro dell'agricoltura                                                                                      | René Souchon                       | Segretario di Stato per l'agricoltura e le foreste                                   | Fabius                          | 19 luglio 1984                  | 4 aprile 1985                   |
| Henri Nallet                           | Ministro dell'agricoltura                                                                                      | René Souchon                       | Viceministro dell'agricoltura e delle foreste                                        | Fabius                          | 4 aprile 1985                   | 20 marzo 1986                   |
| François Guillaume                     | Ministro dell'agricoltura                                                                                      | Nessuno                            | Nessuno                                                                              | Chirac II                       | 20 marzo 1986                   | 10 maggio 1988                  |
| Henri Nallet                           | Ministro dell'agricoltura e delle foreste                                                                      | Nessuno                            | Nessuno                                                                              | Rocard I                        | 12 maggio 1988                  | 23 giugno 1988                  |
| Henri Nallet                           | Ministro dell'agricoltura e delle foreste                                                                      | Nessuno                            | Nessuno                                                                              | Rocard II                       | 28 giugno 1988                  | 2 ottobre 1990                  |
| Louis Mermaz                           | Ministro dell'agricoltura e delle foreste                                                                      | Nessuno                            | Nessuno                                                                              | Rocard II                       | 2 ottobre 1990                  | 15 maggio 1991                  |
| Louis Mermaz                           | Ministro dell'agricoltura e delle foreste                                                                      | Nessuno                            | Nessuno                                                                              | Cresson                         | 16 maggio 1991                  | 2 aprile 1992                   |
| Louis Mermaz                           | Ministro dell'agricoltura e delle foreste                                                                      | Nessuno                            | Nessuno                                                                              | Bérégovoy                       | 2 aprile 1992                   | 2 ottobre 1992                  |
| Jean-Pierre Soisson                    | Ministro dell'agricoltura e dello sviluppo rurale                                                              | Nessuno                            | Nessuno                                                                              | Bérégovoy                       | 2 ottobre 1992                  | 29 marzo 1993                   |
| Jean Puech                             | Ministro dell'agricoltura e della pesca                                                                        | Nessuno                            | Nessuno                                                                              | Balladur                        | 30 marzo 1993                   | 11 maggio 1995                  |
| Presidenza di Jacques Chirac           | |                                    |                                                                                      |                                 |                                 |                                 |
| Philippe Vasseur                       | Ministro dell'agricoltura, della pesca e dell'alimentazione                                                    | Nessuno                            | Nessuno                                                                              | Juppé I Juppé II                | 18 maggio 1995                  | 2 giugno 1997                   |
| Louis Le Pensec                        | Ministro dell'agricoltura e della pesca                                                                        | Nessuno                            | Nessuno                                                                              | Jospin                          | 4 giugno 1997                   | 20 ottobre 1998                 |
| Jean Glavany                           | Ministro dell'agricoltura e della pesca                                                                        | Nessuno                            | Nessuno                                                                              | Jospin                          | 20 ottobre 1998                 | 25 febbraio 2002                |
| François Patriat                       | Ministro dell'agricoltura e della pesca                                                                        | Nessuno                            | Nessuno                                                                              | Jospin                          | 25 febbraio 2002                | 6 maggio 2002                   |
| Hervé Gaymard                          | Ministro dell'agricoltura, dell'alimentazione, della pesca e degli affari rurali                               | Nessuno                            | Nessuno                                                                              | Raffarin I Raffarin II          | 7 maggio 2002                   | 30 marzo 2004                   |
| Hervé Gaymard                          | Ministro dell'agricoltura, dell'alimentazione, della pesca e degli affari rurali                               | Nicolas Forissier                  | Segretario di Stato per l'agricoltura, l'alimentazione, la pesca e gli affari rurali | Raffarin III                    | 31 marzo 2004                   | 29 novembre 2004                |
| Dominique Bussereau                    | Ministro dell'agricoltura, dell'alimentazione, della pesca e della ruralità                                    | Nicolas Forissier                  | Segretario di Stato per l'agricoltura, l'alimentazione, la pesca e gli affari rurali | Raffarin III                    | 29 novembre 2004                | 31 maggio 2005                  |
| Dominique Bussereau                    | Ministro dell'agricoltura e della pesca                                                                        | Nessuno                            | Nessuno                                                                              | De Villepin                     | 2 giugno 2005                   | 15 maggio 2007                  |
| Presidenza di Nicolas Sarkozy          | |                                    |                                                                                      |                                 |                                 |                                 |
| Christine Lagarde                      | Ministro dell'agricoltura e della pesca                                                                        | Nessuno                            | Nessuno                                                                              | Fillon I                        | 18 maggio 2007                  | 18 giugno 2007                  |
| Michel Barnier                         | Ministro dell'agricoltura e della pesca                                                                        | Nessuno                            | Nessuno                                                                              | Fillon II                       | 19 giugno 2007                  | 23 giugno 2009                  |
| Bruno Le Maire                         | Ministro dell'alimentazione, dell'agricoltura e della pesca                                                    | Nessuno                            | Nessuno                                                                              | Fillon II                       | 23 giugno 2009                  | 13 novembre 2010                |
| Bruno Le Maire                         | Ministro dell'agricoltura, dell'alimentazione, della pesca, della ruralità e della pianificazione territoriale | Nessuno                            | Nessuno                                                                              | Fillon III                      | 14 novembre 2010                | 10 maggio 2012                  |
| Presidenza di François Hollande        | |                                    |                                                                                      |                                 |                                 |                                 |
| Stéphane Le Foll                       | Ministro dell'agricoltura e dell'agroalimentare                                                                | Nessuno                            | Nessuno                                                                              | Ayrault I                       | 16 maggio 2012                  | 18 giugno 2012                  |
| Stéphane Le Foll                       | Ministro dell'agricoltura, dell'agroalimentare e delle foreste                                                 | Guillaume Garot                    | Viceministro dell'agroalimentare                                                     | Ayrault II                      | 21 giugno 2012                  | 2 aprile 2014                   |
| Stéphane Le Foll                       | Ministro dell'agricoltura, dell'agroalimentare e delle foreste, portavoce del governo                          | Nessuno                            | Nessuno                                                                              | Valls I Valls II Cazeneuve      | 2 aprile 2014                   | 10 maggio 2017                  |
| Presidenza di Emmanuel Macron          | |                                    |                                                                                      |                                 |                                 |                                 |
| Jacques Mézard                         | Ministro dell'agricoltura e dell'alimentazione                                                                 | Nessuno                            | Nessuno                                                                              | Philippe I                      | 17 maggio 2017                  | 21 giugno 2017                  |
| Stéphane Travert                       | Ministro dell'agricoltura e dell'alimentazione                                                                 | Nessuno                            | Nessuno                                                                              | Philippe II                     | 21 giugno 2017                  | 16 ottobre 2018                 |
| Didier Guillaume                       | Ministro dell'agricoltura e dell'alimentazione                                                                 | Nessuno                            | Nessuno                                                                              | Philippe II                     | 16 ottobre 2018                 | 6 luglio 2020                   |
| Julien Denormandie                     | Ministro dell'agricoltura e dell'alimentazione                                                                 | Nessuno                            | Nessuno                                                                              | Castex                          | 6 luglio 2020                   | In carica                       |